# Willis W. Bradley
Willis Winter Bradley Jr. (ur. 28 czerwca 1884 w Ransomville, zm. 27 sierpnia 1954 w Santa Barbara) – amerykański oficer marynarki, polityk, członek Partii Republikańskiej.

## Działalność polityczna
W okresie od 11 czerwca 1929 do 15 marca 1931 był gubernatorem Guamu. Od 3 stycznia 1947 do 3 stycznia 1949 przez jedną kadencję był przedstawicielem 18. okręgu wyborczego w stanie Kalifornia w Izbie Reprezentantów Stanów Zjednoczonych. Od 1952 do śmierci w 1954 zasiadał w Zgromadzeniu Stanowym Kalifornii.

## Odznaczenia
- Medal Honoru[1]